# Glyptobunus signatus
Glyptobunus signatus is een hooiwagen uit de familie Triaenonychidae.